# Glympis punitalis
Glympis punitalis là một loài bướm đêm trong họ Erebidae.